# Cryphia taftana
Cryphia taftana är en fjärilsart som beskrevs av Brandt 1939. Cryphia taftana ingår i släktet Cryphia och familjen nattflyn. Inga underarter finns listade i Catalogue of Life.